# Свистун, Николай
Николай Свистун (псевдонимы «Ясень», «Ворон», «Ярбей»; 1912 с. Ордов, Австро-Венгрия — 8 декабря 1944, возле с. Обгив (теперь Сосновка), Ровенская область) — майор УПА, начальник штаба УПА-Юг.

## Биография
Родился 1912 в деревне Ордов.
В 1928 становится членом УВО, а с 1929 ОУН. В сентябре 1933 арестован польской полицией и приговорен окружным судом в Золочеве весной 1934 к 4 годам заключения. Вышел на свободу 3 января 1936. В течение 1936—1939 военный референт уездного провода ОУН Радеховщины, член боевой группы «Волки».
20 марта 1939 тяжело ранен в перестрелке с польской полицией у родного села Ордов, пытался покончить с собой, чтобы не попасть в руки полицейских, однако остался жив[стиль]. Осужденный в августе 1939 к пожизненному заключению, вышел на свободу с началом войны в сентябре 1939.
С 1940 по 1941 окружной проводник Сокальщины, участник II-го Великого Сбора ОУН в Кракове, окружной проводник Берестейщины (1941—1942).
В 1943 куренной УПА на юге Волыни, с мая 1944 заместитель командира и шеф штаба УПА-Юг.
Отряд УПА под его руководством в ночь с 26 на 27 декабря напал на село Витольдиевка. Несмотря на то, что местная самооборона отбила атаку, повстанцами было убито несколько десятков поляков.
Один из командиров боя под Гурбами 21—25 апреля 1944.
Отряд УПА под его руководством напал на партизанский отряд Антона Одухи в деревне Стриганы утром 12 мая 1944 года, однако все атаки были отбиты и бандеровцы были вынуждены отступить в леса.
Возглавлял рейд УПА по территории Винницкой области (29.07 — 15.11.1944).
Был ранен в бою со спецгруппой НКВД 8 декабря 1944 года в лесу возле села Обгив (теперь Сосновка) Дубенского района Ровенской области. Чтобы не попасть в плен подорвал себя гранатой.

## Награды
Награждён Золотым Крестом боевой заслуги I-класса (посмертно) и повышен до ранга майора (посмертно).